# Ixodes marmotae
Ixodes marmotae är en fästingart som beskrevs av Cooley och Glen M. Kohls 1938. Ixodes marmotae ingår i släktet Ixodes och familjen hårda fästingar. Inga underarter finns listade i Catalogue of Life.